# Parque natural de Pagoeta
El Parque Natural de Pagoeta (del euskera pago, "haya" y -eta, "abunda", que significa, literalmente, "lugar donde abundan las hayas") es un espacio natural protegido español, declarado parque natural el 29 de septiembre de 1998, que se sitúa en el territorio histórico de Guipúzcoa, País Vasco. Tiene una extensión de 2910 ha y ocupa parte de los términos municipales de Aya, Zarauz y Cestona.
El parque incluye, como núcleo central, las fincas de la Diputación Foral de Guipúzcoa, Pagoeta y Alzola, junto con las cabeceras de los arroyos Manterola y Almizuri y las estribaciones de la cumbre de Pagoeta.
La zona, situada entre la costa y los valles interiores, posee un relieve muy abrupto, con fuertes diferencias de altitud. La vegetación más representada son los bosques naturales. A continuación se encuentran los matorrales, con importantes zonas de pastos en las áreas más altas y los prados en el entorno de los caseríos. Las repoblaciones tienen también una apreciable importancia, destacando las situadas en la margen izquierda del río Alzolaras.
La variedad de ambientes hace que la zona tenga una elevada riqueza faunística. Destacan diversas especies incluidas en el Catálogo de Especies Amenazadas del País Vasco, como el alimoche, el lirón gris, el halcón peregrino, el abejero europeo y la culebrera europea.
Desde hace años las fincas de la Diputación funcionan como parques forestales donde se desarrollan diversas labores de conservación de la naturaleza y educación ambiental. Cuentan con el centro de acogida de Iturrarán, el albergue y escuela de la naturaleza, un colmenar didáctico, un arboreto-fruticeto con más de 1300 ejemplares, diversas áreas recreativas y la ferrería de Agorregui.

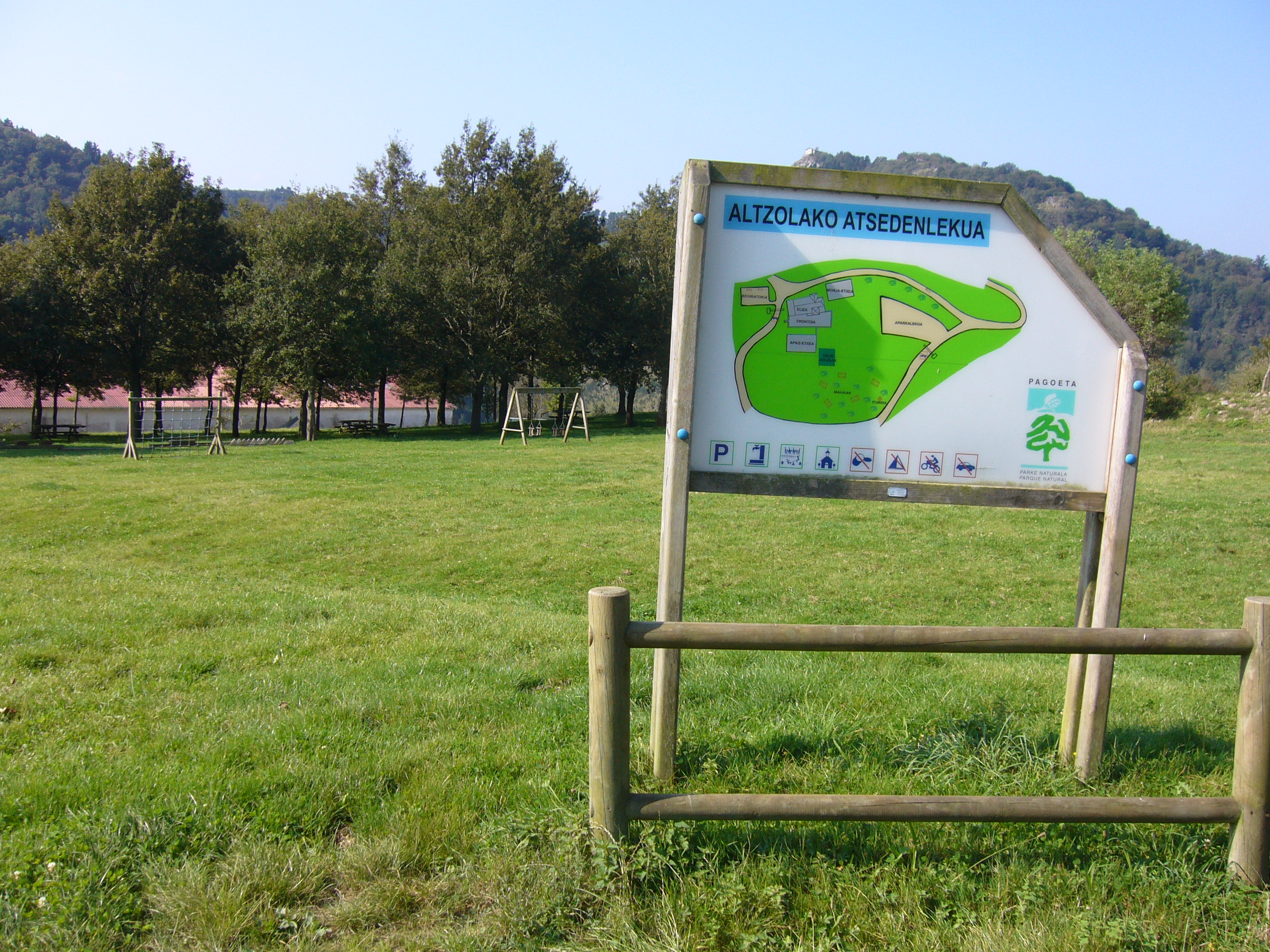
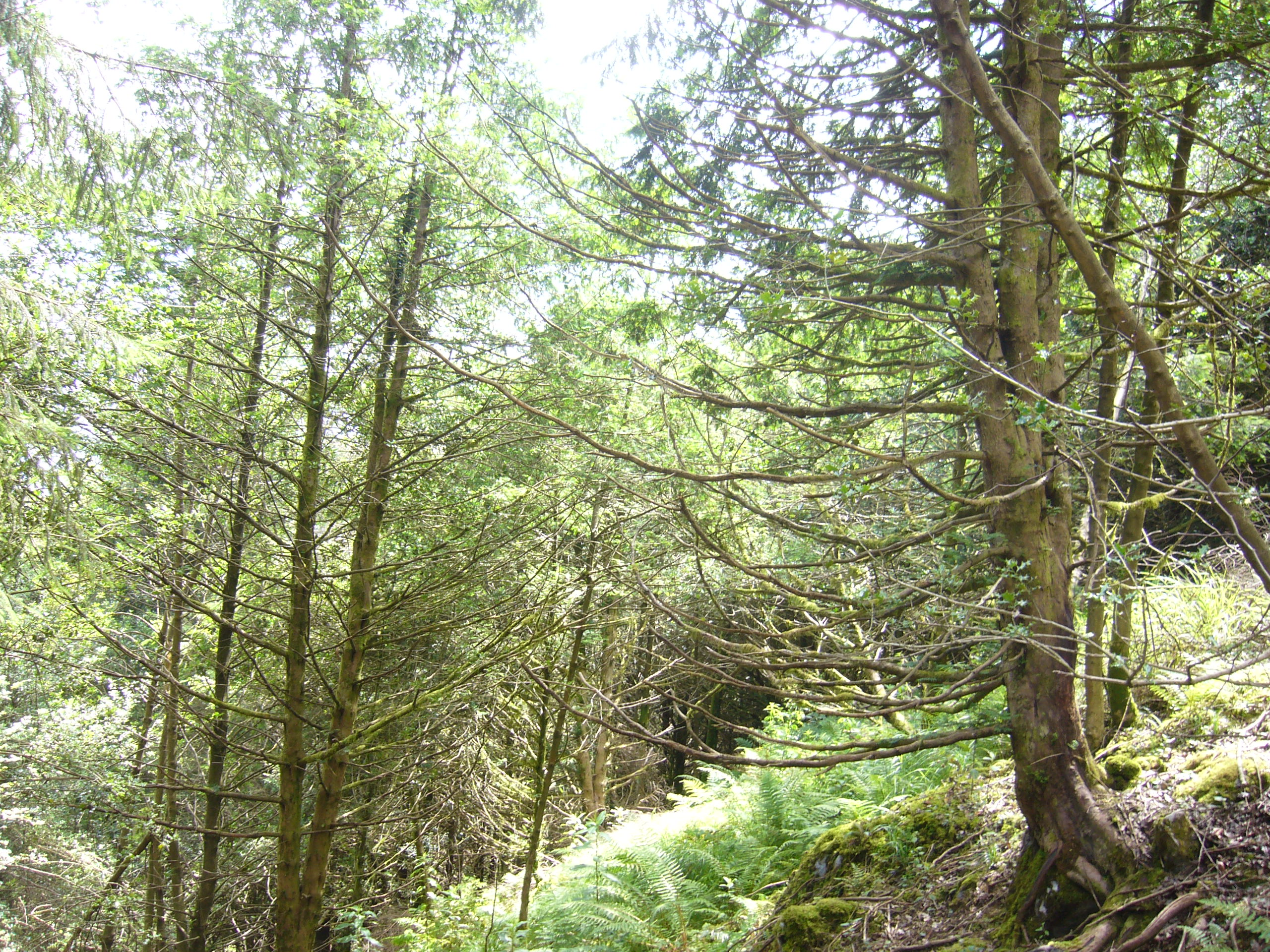
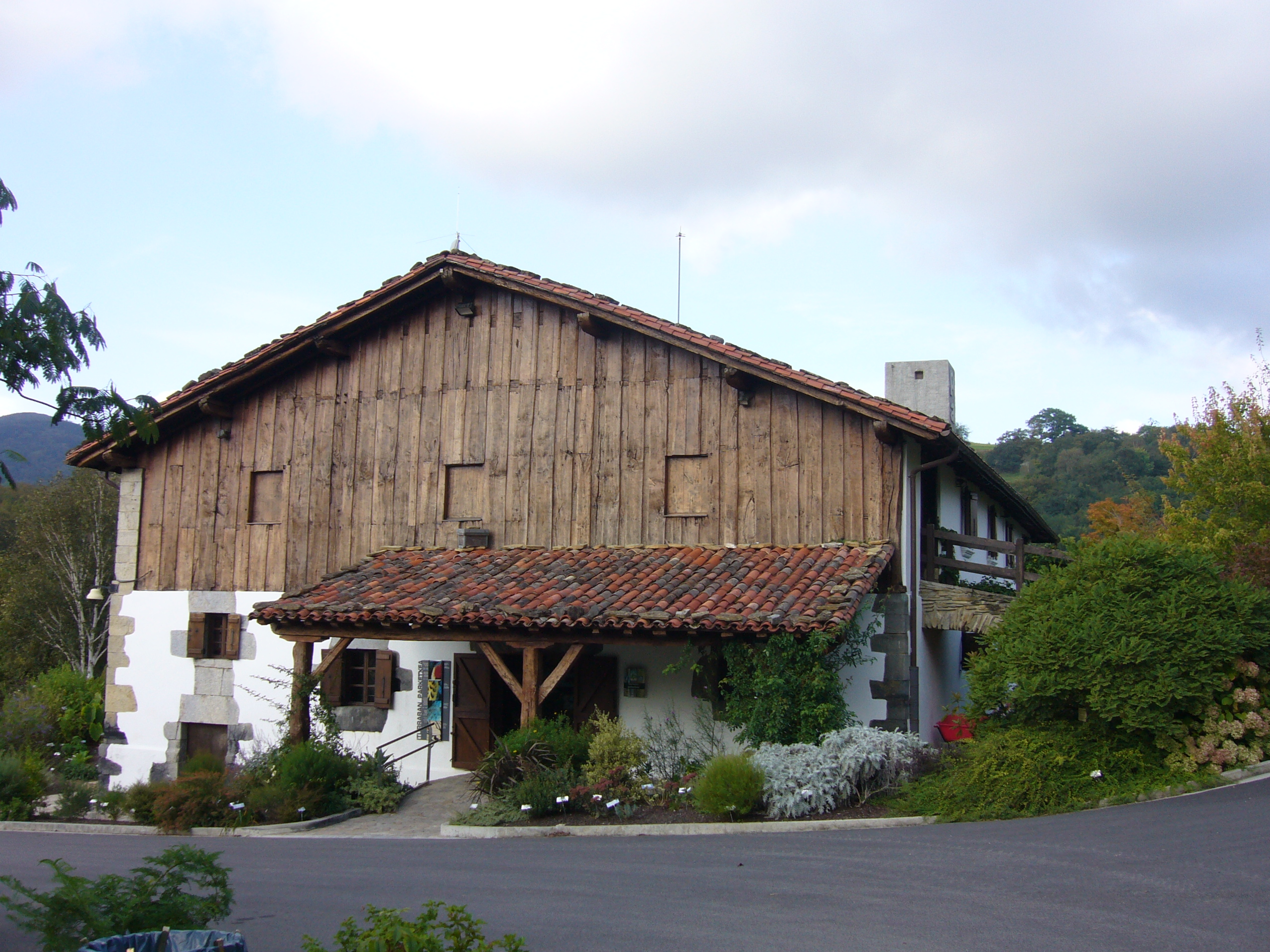
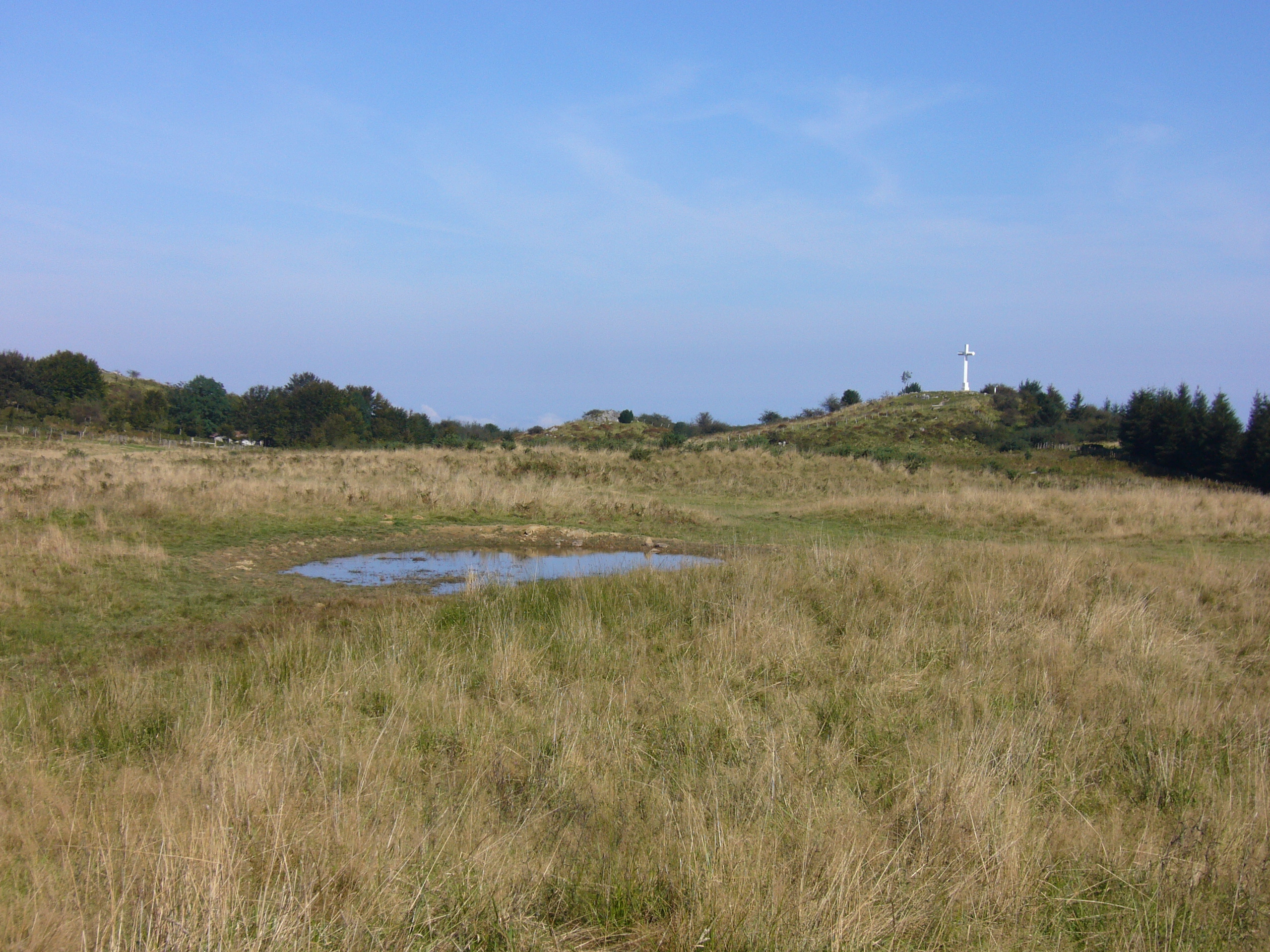
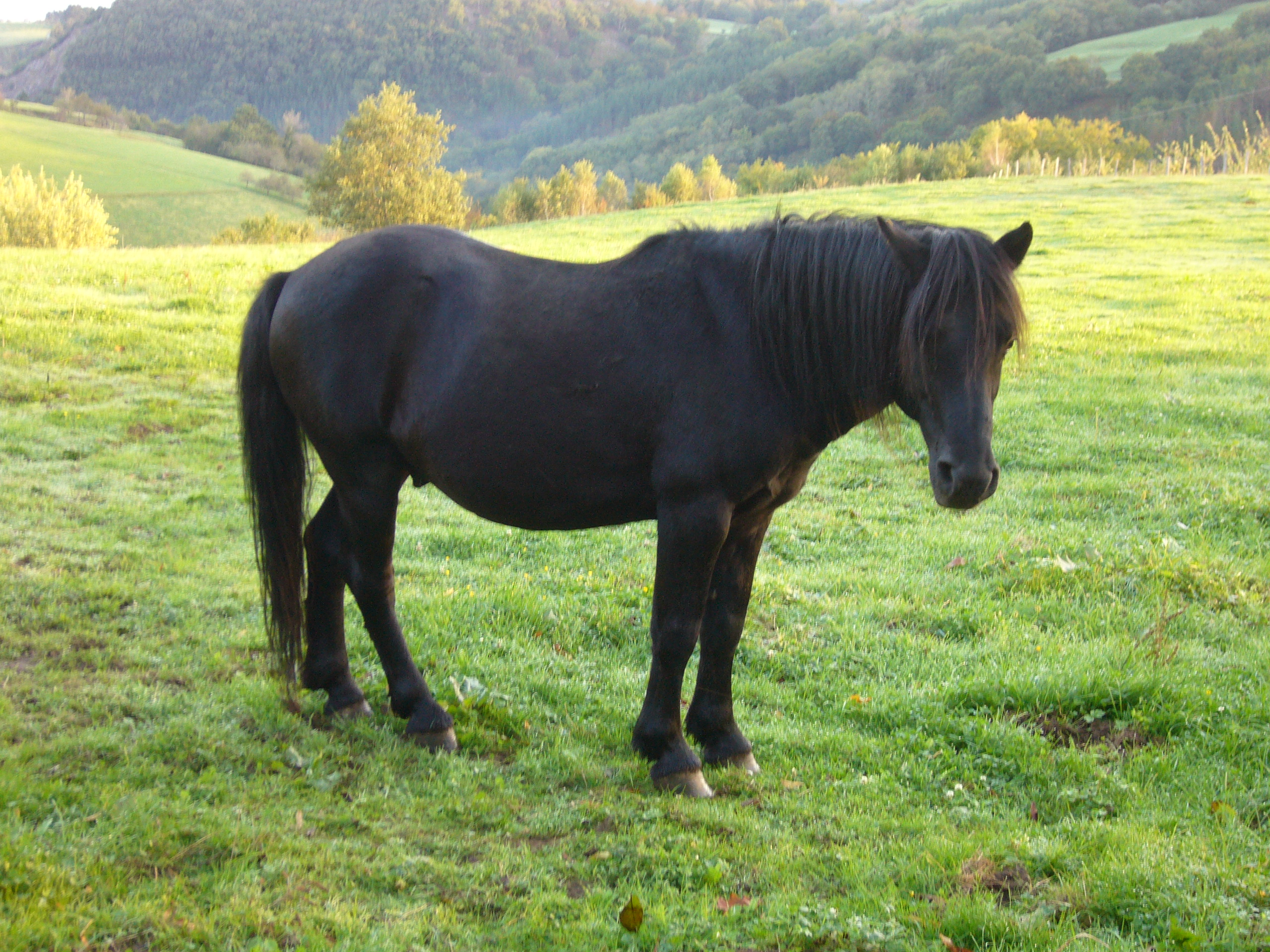